# Głosy (film 1980)
Głosy – polski film psychologiczny z 1980 roku.

## Obsada aktorska
- Ewa Dałkowska − Ewa Domańska
- Krzysztof Zaleski − Marek Ruda
- Edmund Fetting − doktor Meller, psychiatra
- Piotr Fronczewski − psychiatra Andrzej Domański, były mąż Ewy
- Ewa Wiśniewska − dentystka Zofia Werte, przyjaciółka Ewy
- Teresa Sawicka − Iwona Ruda, żona Marka
- Wiesław Michnikowski − ksiądz Żółkiewski
- Stanisław Jaśkiewicz − dziekan wydziału chemii
- Zofia Mrozowska − teściowa Marka
- Janusz Zakrzeński − docent Józef Bartkowski, szef Marka
- Tomasz Lulek − Krzysiek, student Marka
- Cezary Morawski − Misza
- Jerzy Matula − pacjent zakładu psychiatrycznego
- Olgierd Łukaszewicz − Broniarek